# Christoph Sauter
Christoph Sauter (Ludwigshafen, 1991. augusztus 3. –) német labdarúgó, az Arminia Ludwigshafen csatára.